# Langhebelratsche

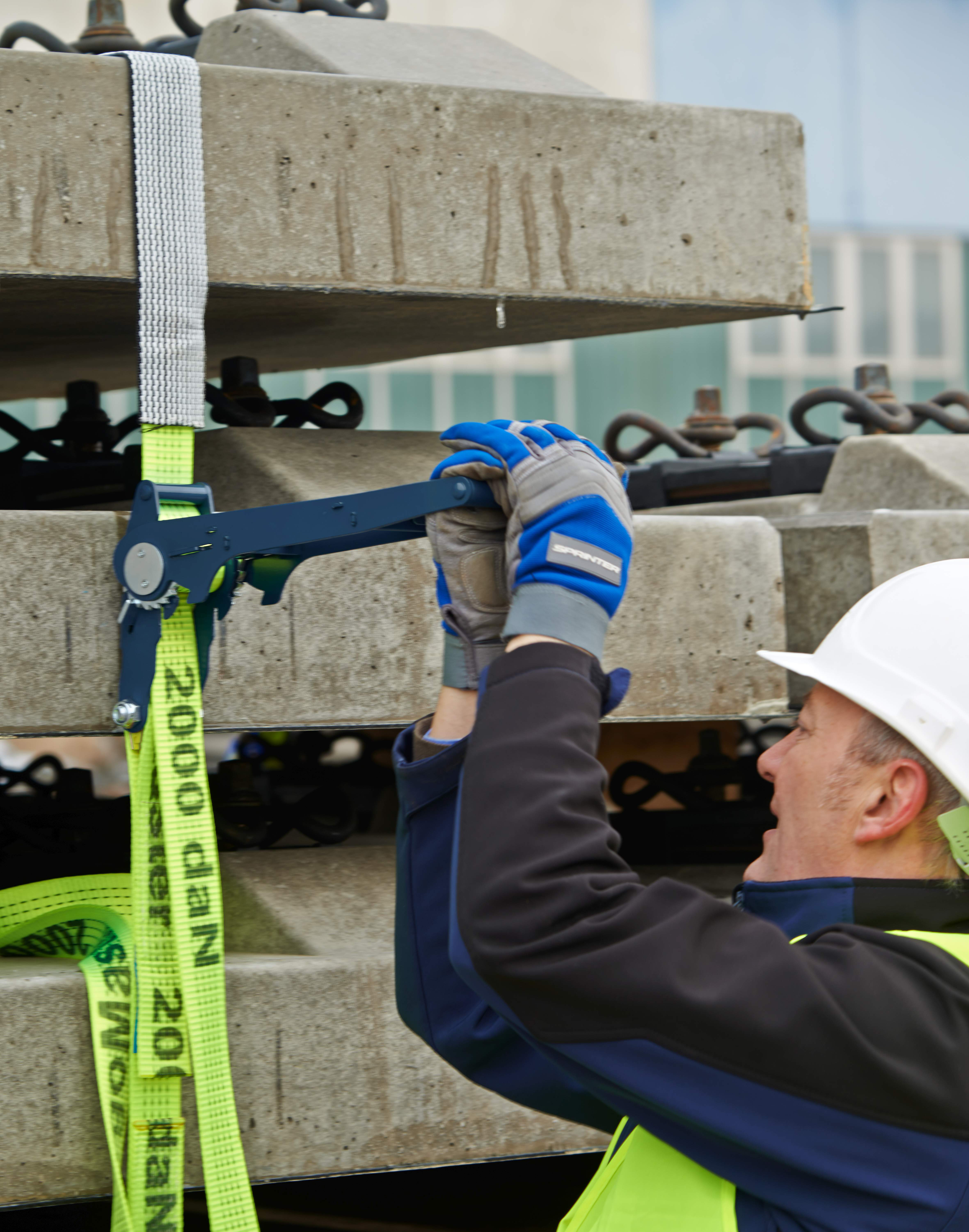
Ergo-Ratsche mit langem Hebel: Der Spanngurt wird gespannt, wenn sich der Hebel nach unten bewegt

Die Langhebelratsche, auch Zugratsche genannt, dient als Spannelement bei der Ladungssicherung mit Zurrgurten. Seit April 2004 muss eine Langhebelratsche nach EN 12195 Vorspannkräfte von 375 bis 500 daN erbringen. Die Vorspannkraft wird ausgedrückt als STF (Standard Tension Force) in der Einheit daN (dekaNewton). Es sind allerdings auch Ratschen erhältlich, die Vorspannkräfte bis zu 1.000 daN erreichen.
Im Gegensatz zur Kurzhebelratsche handelt es sich bei der Langhebelratsche um eine Zugratsche, d. h. sie wird bei Betätigung nach unten gezogen. Dadurch wird eine im Vergleich zur Druckratsche deutlich höhere Kraftübertragung erreicht und die Bedienung sehr erleichtert. Zudem ist die Zugbewegung für den Benutzer ergonomisch vorteilhafter und schont die Wirbelsäule. Die Langhebelratsche wird aus diesem Grund auch Ergo-Ratsche genannt. Sie ist in der Anschaffung teurer gegenüber der Kurzhebelratsche, jedoch die erreichte Vorspannkraft um bis zu 100 % größer. Für beide Ratschentypen gilt: der Gurt darf max. drei Lagen auf der Wickelwelle aufgewickelt sein, da sonst ein unbeabsichtigtes Lösen des Sperrschiebers die Ladungssicherung nutzlos machen kann.

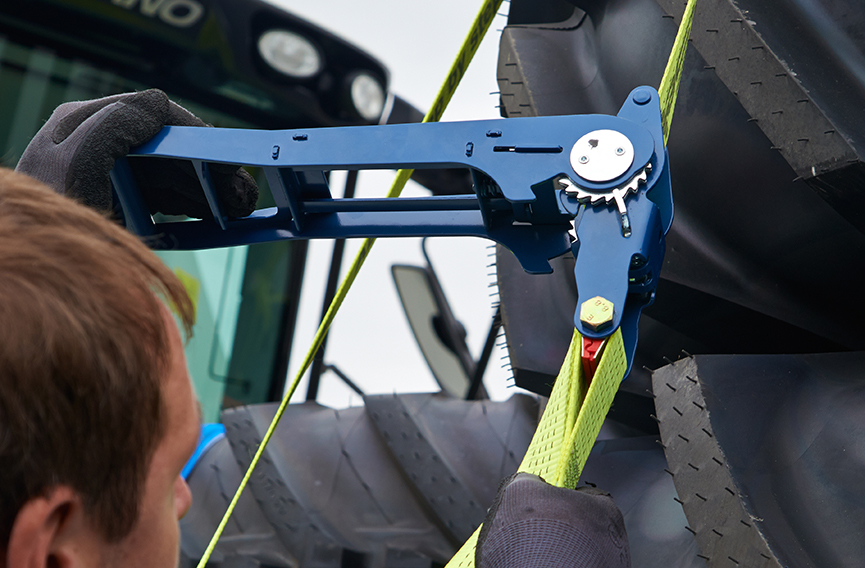
Ergo-Ratsche mit eingebauter Vorspannmessanzeige (rot)

Hochwertigere Ratschenausführungen zeigen beim Niederzurren mit einem integrierten Tension Force Indicator, der Vorspannmessanzeige, die tatsächlich erreichte Vorspannkraft an. Dies erleichtert dem Nutzer die Berechnung der Vorspannkraft und dient im Falle einer Fahrzeugkontrolle als Nachweis der erreichten Vorspannkraft.
Ein weiteres bekanntes Anwenderproblem ist, dass sich aufgrund der hohen physikalischen Kräfte die Spannung beim Öffnen der Verzurrung ruckartig löst und dabei ggf. Ladung außer Kontrolle gerät. Daher haben einige Hersteller Ratschen entwickelt, die mit einem Anti-Belt-Slip-Verfahren die Ratsche stufenlos lösen. Hierdurch wird ermöglicht, dass die Vorspannkraft  insbesondere bei kippgefährdeter Ladung, die sich in den Gurt neigt, in kleinen Schritten freigegeben wird.

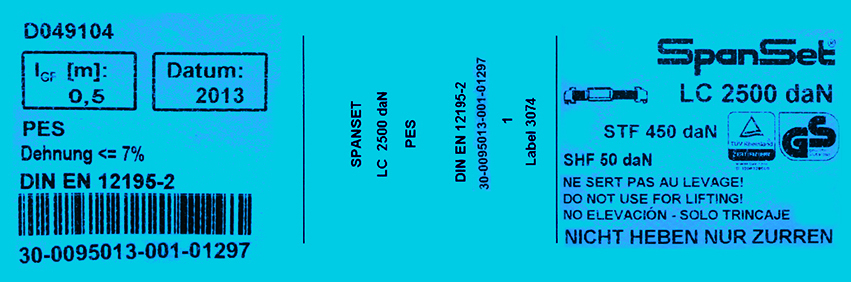
Etikett mit allen gesetzlichen Pflichtangaben (wie z. B. LC, STF, DIN, Herstellungsjahr, Material)

Ratschenzurrgurte unterliegen in der EU einer Kennzeichnungspflicht mit einem speziellen Etikett. Sowohl Festende (Ende mit integriertem Ratschenelement) als auch Losende eines Zurrgurtes müssen alle technischen Angaben enthalten. Auf dem Festende-Etikett muss die STF (Standard Tension Force) angegeben sein.
Verbogene, stark korrodierte oder nicht funktionstüchtige Ratschen führen zur sofortigen Ablegereife des Zurrgurtes und dürfen, laut EN 12195-2, nicht mehr verwendet werden. Die VDI-Richtlinie VDI 2700 Blatt 3.1 fordert sogar, dass ein Sachkundiger einmal im Jahr alle Zurrmittel überprüft. Diese Richtlinie ist gesetzlich nicht bindend, sie ist lediglich eine Empfehlung.